# Колегія піарів (Львів)
Колегія піярів закладена у Львові з фундації Самуеля Роха Ґловінського львівського єпископа-суфрагана. Будівля внесена до Реєстру пам'яток архітектури національного значення під охоронним номером 373.

## Історія

План першого поверху колегіуму піярів згідно обмірів 1809 року

Ситуаційний план колишнього колегіуму піярів. Праворуч видно давні фортифікаційні споруди, контуром позначено фундамент незбудованого костелу.

У XVIII столітті Європою ширились ідеї Просвітництва. Філософи все сміливіше наголошували на недоторканості особистості, рівних правах від народження. Ці ідеї опанували широкими верствами населення Франції, знайшли розуміння у Фрідріха Вільгельма І, Фрідріха II Великого, який розширював у своїй державі сітку початкових шкіл. По Європі з небаченою раніше швидкістю розросталась мережа нових університетів, академій.
У середині XVIII століття ідеї необхідності реформи навчання поширював провідний діяч польського Просвітництва піяр о. Станіслав Конарський. З 1740 він викладав у варшавському Колегіумі Нобіліум піярів, де шляхетська молодь вивчала точні науки, географію, французьку і німецьку мови при значному обмеженні ролі латинської мови, теології. Колегіуми піярів стали грізним конкурентом навчальних закладів єзуїтів, котрі противились їхньому поширенню.
Піяри з'явились біля 1718 у Львові, який знаходився у фінансовій залежності від єзуїтів і чия колегія була головним навчальним закладом міста. Титул університету колегіуму єзуїтів підтвердив 1759 року папа Климент XIII. Через опір єзуїтів піяри змогли закласти свій навчальний заклад лише через три десятиліття завдяки сприянню і фундації львівського єпископа помічника (з 1733) Самуеля Ґловінського за підтримки короля Августа III Веттіна-Саса, що затвердив 1748 року Бенедикт XIV. Піяри назвали його Колегіум нобіліум на зразок варшавського, хоча поширеною була назва Назаренум від римського колегіуму. Колегіум відкрили 1758 року у винайнятих приміщеннях. Роботи із спорудження будівлі колегіуму призупинили 1766 року через смерть єпископа С. Ґловінського, який записав на колегію 6000 гульденів щорічної сплати.
Львів перейшов 1772 року у володіння австрійських Габсбургів. Колегіум відкрили 1774 року недобудованим із завершеними двома крилами. 1776 року імператриця Марія Терезія затвердила фундацію Ґловінського, після чого установа отримала назву Collegium Nobilium Theresianum. Піярам дозволили безкоштовно навчати молодь шляхетного походження під контролем урядової комісії. Згідно декрету австрійського ерцгерцога, імператора Йосифа II у Львові 1784 року планували відкрити університет, колегіум піярів з 9 ченцями закрили в час церковної реформи (1783). Будівлю передали під тютюнову фабрику, згодом 1785 року для створення загального шпиталю, який обслуговували духовні особи з близького парафіяльного костелу святого Антонія. З середини XIX століття там знаходився свій священик. Однак костел позаду будівлі колегіуму так і не був споруджений. Починаючи з 1870-х років догляд за хворими здійснювали черниці. Первісний вигляд споруди зберігся завдяки літографії Карела Ауера (1837).
Мури костелу ледь вивели вище рівня фундаментів. На ситуаційному плані під час передачі будівлі колегіуму під шпиталь 1808 ще позначено фундамент костелу.  Завершили будівлю шпиталю 1885 року добудовою східного крила. Зовнішній вигляд споруди змінився за рахунок пониження крівлі споруди. Навіть дивним чином за п'ять десятиліть влади СРСР на фронтоні центрального входу головного корпусу Львівської обласної клінічної лікарні збереглося «Око Божого Провидіння» колегіуму піярів. 

### Костел

Колегіум піярів на панорамі Львова Фр. Пернера (1772)

Проєкт фасаду костелу колегіумі піярів (1750)

Загальний шпиталь (худ. К. Ауер, 1837)

Будівля колегії була найбільшою в тогочасному місті. Її збудували за межами міста на вершині пагорба неподалік Личаківської дороги біля давніх земляних фортифікацій. На панорамі Франсуа Пернера 1772 року колегіум піярів відразу впадає у вічі своєю несхожістю на решту споруд Львова. Припускають, що проєкт колегіуму виконав Франческо Плаціді (Збіґнєв Горнунґ), Якуб Фонтана (Тадеуш Маньковський), який будував 1743 Collegium Nobilium у Варшаві, чи Паоло Фонтана (Володимир Вуйцик), якому належать проєкти костелів і монастирів піярів у Лукові, Холмі, ряду монастирів, костелів інших згромаджень. Припускають, що костел, його фасад розробляв один з названих італійських архітекторів, а корпуси опрацьовував невідомий архітектор, що працював тоді в Галичині, можливо, Петро Полейовський. Будівлю вирішено у стилі пізнього бароко з елементами класицизму. З тинькованого крила колегіуму виділяється облицьований каменем фасад костелу, що дещо нагадує фасад римської базиліки Сан-Джованні-на-Латерно архітектора Оллесандро Галілеї. Площину фасаду завершує розкріпований антаблемент і з неї виступає портик з трикутним фронтоном, на тимпані якого розміщено Всевидюще око. Його інколи вважають за один з символів масонів, що символізує просвіту. Посеред парних колон розташовано вхід, обрамлений колонами, що підтримують балкончик. Бічні площини розчленовано одинарними пілястрами іонічного ордеру і обрамлено парними пілястрами. Утворені ними площини карнизом розділено на дві частини. Нижню з двох сторін обрамлено пілястрами, а посередині понад вікном розміщено круглий медальйон. У верхній частині понад глухою балюстрадою розміщено напівциркульне вікно, обрамлене з сторін пілястрами, профільованим обрамленням арки з замковим каменем. Бічні крила сплановані по коридорній схемі з одностороннім розташуванням приміщень. Площини навчальних корпусів розчленовані по горизонталі на три поверхи розвиненими карнизами. У свою чергу площини поверхів розчленовані лопатками, поміж якими розміщені вікна з простим профільованим обрамленням. Торцева стіна бічного крила оздоблено ризалітом з колонками замість пілястр, глухими вікнами і завершеним трикутним фронтоном. За ним площину стіни увінчує ступінчастий фронтон з волютами, декоративними вазонами.
Львівський колегіум збудували з рисами класицизму повинен був отримати П-подібний план з розміщеним позаду будівлі костелом на основі поперечної овального нефу. 19 травня 1760 року було освячено наріжний камінь костелу, що повинен був стати центральних елементом будівлі колегіуму. Та будівництво було призупинене через внесення протестів єзуїтами. Повторне закладення наріжного каменя Collegium Nobilium i Alumnatu провели 18 червня 1764. Впродовж 1765—1776 років будівництвом керував будівничий Франциск Ксаверій Кульчицький, котрий у 1764—1770 роках був майстром львівського цеху мулярів. Йому допомагали Флоріан Лясецький та Валентин Слободзінський. Кульчицький усунув від роботи майстра-каменяра Юрія Шайнубера, який разом з Андрієм Осовським подав на нього до суду 1767 через порушення цехових нормативів, що забороняли будівничому вести каменярські роботи.